# Tacabro
Tacabro est un duo de DJs, compositeurs italiens originaires de Catane (Sicile) : Mario Romano et Salvo Sapienza.
Rodriguez lui est originaire de Cuba.

## Biographie
Ils commencent leur carrière durant l'été 2008, formant le duo connu sous le nom Romano & Sapienza. Le groupe se met à mixer des chansons electro/tribal. Leur premier single sous Romano & Sapienza est Judas Brass sorti en 2008 sous le label Hollister Records. Ils se font également connaître avec les hits club Mujeres et I Like Reggaeton avec la collaboration du chanteur Rudy MC.
Cependant, c'est à partir de l'année 2011 qu'ils se font connaître en Europe avec le tube « Tacata' ». Le single sort d'abord en 2011 dans leur pays d'origine, l'Italie, crédité sous "Romano & Sapienza featuring Rodriguez", ce dernier étant l'artiste cubain Martínez Rodríguez. À la suite du succès de Tacata', le groupe sort pour la première fois un clip vidéo sous le nom Tacabro, devenant un succès au Danemark, en Suède, puis en France, où le single se classe numéro un.

## Discographie

### Singles
| Année       | Titre                                              | Meilleure position | Meilleure position | Meilleure position | Meilleure position | Meilleure position | Meilleure position | Meilleure position | Meilleure position | Meilleure position | Meilleure position | Certifications | Album |
| Année       | Titre                                              | AUT                | BEL Fl             | BEL Wa             | DAN                | FIN                | FRA                | ITA                | ESP                | SUE                | SUI                | Certifications | Album |
| ----------- | -------------------------------------------------- | ------------------ | ------------------ | ------------------ | ------------------ | ------------------ | ------------------ | ------------------ | ------------------ | ------------------ | ------------------ | -------------- | ----- |
| 2008        | Judas Brass (Romano & Sapienza)                    | -                  | —                  | —                  | —                  | —                  | —                  | —                  | —                  | —                  | —                  |                |       |
| 2011        | Mujeres (Romano & Sapienza feat. Rudy MC)          | -                  | —                  | —                  | —                  | —                  | —                  | —                  | —                  | —                  | —                  |                |       |
| 2011        | I Like Reggaeton (Romano & Sapienza feat. Rudy MC) | -                  | —                  | —                  | —                  | —                  | —                  | —                  | —                  | —                  | —                  |                |       |
| 2011 / 2012 | Tacata' (Romano & Sapienza feat. Rodriguez)        | -                  | —                  | —                  | —                  | —                  | —                  | 4                  | —                  | —                  | 67                 |                |       |
| 2012        | Tacata' (Tacabro)                                  | 1                  | 12                 | 8                  | 1                  | 12                 | 1                  | —                  | 18                 | 24                 | 1                  |                |       |